# Ефемерис 5
Ефемерис 5 - хроника једне породице је последњи том мемоара српског историчара уметности Дејана Медаковића, објављен први пут 1994. године за издавачку кућу БИГЗ.

## Радња
Пети део мемоара има најмање историјских података, и обухвата последњу деценију СФРЈ, осамдесете године двадесетог века, и Медаковићев рад као сарадника САНУ. Од породичне историје описују се његови сусрети са мајком у Бечу, као и сазнања о Кемберима и Богдановићима, његовим прецима из Новог Сада, као и о значајним породицама Самобора.
У књизи се описује мржња према Србима од стране Антуна Густава Матоша, начин на који је Србији у Југославији смањивана моћ због наводног великосрпског национализма, чланак о јубилеју Политике због ког је Медаковић нападан, именовање Павла Савића у САНУ и његовог начина балансирања између Тита, и послушника комунистичке власти као што је био Велибор Глигорић, затим проблеме које је донело објављивање монографије о Хиландару. Описана је прва сарадња у уметничкој сарадњи између југословенске и немачке сцене, Дејан се у Берлину састао са Конрадом Волфом, и организовање изложбе Ернста Барлаха у Југославији. САНУ је нападан од стране медија и власти због меморандума о положају Срба у федерацији. Медаковић је објавио и јавно писмо упућено Јожеу Смолеу. Описује се и судбина неких Јевреја попут Алме Јеленске, али и српско-јеврејског брачног пара Дубајић. Дејан Дубајић је био српски позоришни глумац, чија је супруга Јеврејка Маргита, такође глумица, остала инвалид. Он током рата није могао да побегне и остави своју супругу, те је остао у Загребу, и био понижаван и малтретиран тако што је позиван да забавља усташке вође у НДХ, сваке вечери враћао се кући уплакан, а кад је требало да иде и глуми код једног од највећих крвника Дидија Кватерника, намерно је извадио себи све здраве зубе, како не би морао да иде тамо да пева. У књизи се налази и Медаковићева приповетка Ђенерал (о Дражи Михаиловићу из 1946. године, за коју је мислио да је изгубљена, и коју је склонио на страну јер му је Душан Матић предложио да дода и део о одласку у четнике, како режим не би правио проблеме због приче. Прича је објављена тек у овим мемоарима, јер Дејан није послушао Матићев предлог. Од културних догађаја битна је прослава рођендана Милана Коњовића, и пети том мемоара завршава се ауторовим рефлексијама о српском народу, сеобама, патњи и тешкој судбини народа у овом последњем грађанском рату, који ја тада био у току и довео до распада Југославије.